# Merrill Elam
Pour les articles homonymes, voir Elam.
Merrill Elam est une architecte américaine, née en 1943 à Nashville, Tennessee.
Elle est cofondatrice du bureau Mack Scogin Merril Elam Architects à Atlanta, fondé en 1984.
Elle est diplômée d'architecture du  Georgia Institute of Technology en 1971.